# Rosemarie Trautmann (Metallgestalterin)
Rosemarie Trautmann (* 21. November 1929 in Kota Gorontalo) ist eine deutsche Metallgestalterin.

## Leben und Werk
Die Eltern Rosemarie Trautmanns lebten aus beruflichen Gründen auf Sumatra. Dort besuchte sie die Schule. Nach dem Überfall Deutschlands auf die Niederlande 1940 wurde die Familie wie die meisten Deutschen in Niederländisch-Ostindien interniert und kam in das Lager Taroetoeng auf Sumatra. Als Japan 1941 das Gebiet annektiert hatte, wurden sie in das ebenfalls von Japan besetzte Shanghai ausgeschifft. Dort besuchte Rosemarie Trautmann von 1941 bis 1945 die Deutsche Oberschule. 1946 wurde die Familie repatriiert. Sie kamen nach Ludwigsburg und dann nach Kolberg in Brandenburg. Ab 1948 machte Rosemarie Trautmann eine Lehre als Emailleurin. Dann studierte sie bis 1954 bei Lily Schultz in der Fachrichtung Email am Institut für künstlerische Werkgestaltung Burg Giebichenstein, Halle/Saale, der späteren Hochschule für industrielle Formgestaltung Halle – Burg Giebichenstein. Sie erwarb den Meistertitel und war von 1956 bis 1978 künstlerisch-technische Mitarbeiterin für Email-Gestaltung am Institut für Werkkunst bei Walter Funkat und dann Leiterin der Email-Werkstatt. Danach arbeitete sie als freischaffende Metallgestalterin und Designerin in Halle und später in Salzmünde. Sie war Mitglied des Verband Bildender Künstler der DDR und in der DDR und in der Bundesrepublik, der UdSSR und in Finnland auf Ausstellungen vertreten. 1964 erhielt sie die Silbermedaille des Kunstpreises des DTSB.
Rosemarie Trautmann ist mit dem Metallgestalter Karl-Heinz Trautmann verheiratet, mit dem sie auch gemeinsame Werke schuf.

## Teilnahme an Ausstellungen (unvollständig)
- 1962/1963, 1967/1968 und 1972/1973: Dresden, Fünfte und VI. Deutsche Kunstausstellung und VII. Kunstausstellung der DDR
- 1962 und 1979: Halle/Saale, Bezirkskunstausstellung
- 1993: Halle, Staatliche Galerie Moritzburg, und Karlsruhe, Badisches Landesmuseum („Burg Giebichenstein. Die hallesche Kunstschule von den Anfängen bis zur Gegenwart“)

## Werke (Auswahl)
- Schale (1966, Kupfer, emailliert; Kunstgewerbemuseum Dresden)[2]

## Weblink
- https://docslib.org/doc/5090838/die-kunstgewerblerinnen-johanna-sch%C3%BCtz-wolff-rosemarie-trautmann-jukunda-und-lili-schultz-auf-einem-boot